# Christophe Oriol
Christophe Oriol (Oullins, 28 maart 1973) is een Frans voormalig wielrenner.

## Belangrijkste overwinningen
1998
- Eindklassement Ronde van de Pyreneeën

1999
- 1e etappe Dauphiné Libéré

2002
- Eindklassement Ronde van de Ain

## Resultaten in voornaamste wedstrijden
| Jaar | Ronde van Italië | Ronde van Frankrijk | Ronde van Spanje |
| ---- | ---------------- | ------------------- | ---------------- |
| 1999 |                  | 67e                 |                  |
| 2000 |                  |                     | opgave           |
| 2001 |                  | 111e                |                  |
| 2002 |                  | buiten tijd         | 91e              |
| 2003 |                  | 121e                |                  |
| 2004 |                  |                     | opgave           |

| Jaar | Milaan-San Remo |
| ---- | --------------- |
| 1999 |                 |
| 2000 |                 |
| 2001 |                 |
| 2002 |                 |
| 2003 | 68e             |
| 2004 |                 |